# Metriopepla inornata
Metriopepla inornata es una especie de insecto coleóptero de la familia Chrysomelidae. Fue descrita científicamente por primera vez en 1877 por Waterhouse.